# Henry Hermand
Pour les articles homonymes, voir Hermand.
Henry Hermand, né le 11 juillet 1924 à Clermont (Oise) et mort le 5 novembre 2016 à Neuilly-sur-Seine, est à la fois dirigeant d'entreprise, actif dans le monde de la grande distribution en France, mais aussi un homme de presse et un homme d'idées situé au centre gauche.

## Biographie
Il commence sa carrière professionnelle comme physicien au Commissariat de l'énergie atomique.
Henry Hermand exerce des responsabilités syndicales de 1948 à 1952 au sein du Commissariat à l'énergie atomique. Porte-parole de l’intersyndicale, il négocie notamment les statuts de l’entreprise.
Dans les années 1960, il devient l'un des acteurs du développement en France de la grande distribution. Il construit l’un des premiers groupes français d’immobilier commercial. Henry Hermand réalise des centres commerciaux de grande taille comme Grand'Place (Grenoble), Grand Var (Toulon), Grand Maine (Angers), centre de Tourville-la-Rivière, Colombia (Rennes), Creil Saint-Maximin, centre de Sevran-les-Beaudottes, etc.. Il est aussi à l’origine du premier supermarché africain à Bamako. Plus tard, en partenariat avec Best Real Estate/Petra, il réalise les premiers centres commerciaux du Maroc : Almazar à Marrakech.
Depuis 2007, Henry Hermand préside la société HH Développement qui réalise des opérations d’immobilier commercial et investit dans de jeunes entreprises qu’elle accompagne, faisant office d’incubateur (infrastructures sportives haut de gamme, presse, commerces éphémères en centres commerciaux, etc.).
Lors de la création du journal Le 1, Henry Hermand en est un des fondateurs et actionnaires,.
En 2016, il permet l'acquisition de la Collégiale Saint-Frambourg de Senlis par la fondation Georges Cziffra, en lui faisant un don d'un million d'euros.
Il meurt le 5 novembre 2016 à Neuilly-sur-Seine,.

### Liens avec Emmanuel Macron
En 2002, à l'occasion d'une réception à la préfecture de l'Oise, Henry Hermand fait la connaissance d'Emmanuel Macron, qui y effectue à cette époque son stage de l'École nationale d'administration. Le prenant bientôt sous son aile, il sera pour le jeune énarque un soutien moral et financier à différentes étapes clés de sa vie. Il l’invitera en vacances à Tanger, sera en 2007 son témoin lors de son mariage avec Brigitte Trogneux, qu'il financera en partie en payant l’hôtel Westminster au Touquet, Iui prêtera de l’argent pour qu’il puisse s’acheter un appartement à Paris.
Henry Hermand conseillera régulièrement Emmanuel Macron sur « ses grandes orientations », en lui faisant notamment « passer des notes », allant jusqu'à affirmer que celui-ci « n’a jamais pris une décision importante sans [lui] en parler, ».
Dès 2015, il pousse Emmanuel Macron à se présenter à la présidence de la République. Il est l'un des premiers à accepter de financer le mouvement « En Marche ! » à son lancement, lui prêtant par ailleurs des locaux parisiens pour lancer le mouvement, et mettant à son service différentes personnes de son entourage , il déclare dans Le Figaro du 18 septembre 2016 : « J'incite toutes mes relations d'affaires à immédiatement aider Emmanuel Macron ».

## Ouvrage
- L’ambition n’est pas un rêve, Éditions du Seuil, 2010.

## Distinction
- Henry Hermand est commandeur de la Légion d’honneur (promotion du 1er janvier 2014)[22].